# Sasserides (cráter)

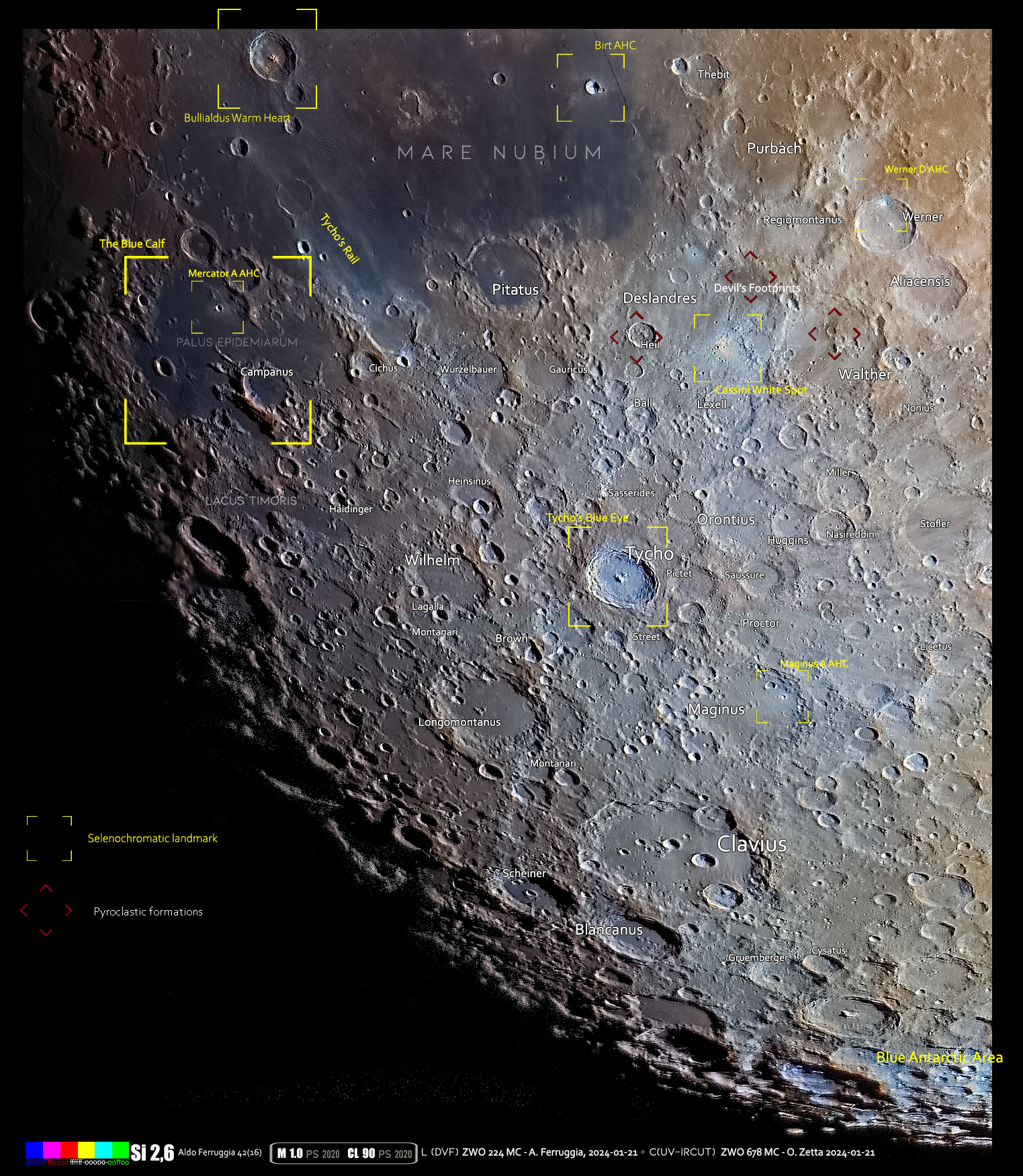
Área del cráter en formato selenocromático

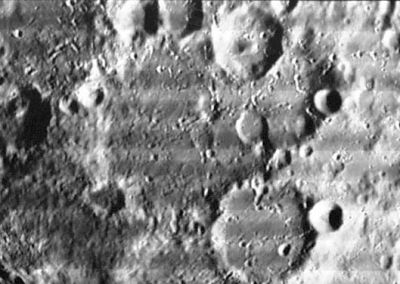
Fotografía de la misión Lunar Orbiter 4

Sasserides son los restos de un cráter de impacto situado en la parte sur de la Luna. Se encuentra a menos de un diámetro al norte del prominente cráter Tycho, y al oeste de Orontius. Al norte se encuentra el cráter Ball.
|  |

Esta formación ha sido tan desfigurada por la intensidad de los impactos recibidos, que apenas es reconocible como un cráter. Solo se conserva una sección corta del brocal en el lado suroeste, y el resto ha desaparecido debido a la superposición de otros elementos o por el efecto de impactos de variadas dimensiones. El más notable conjunto de estos impactos es el formado por el arco de cráteres que rodea el borde norte del cráter principal, integrado por Sasserides S, E, K, N y M. El cráter posee un pico central bajo en su punto medio. El suelo interior es incluso algo más  nivelado que el terreno circundante, aunque tiene una corta cadena de cráteres desgastados en su mitad este.

## Cráteres satélite
Por convención estos elementos se identifican en los mapas lunares colocando la letra en el lado del punto central del cráter más cercano a Sasserides.
|            | \| Sasserides \| Coordenadas \| Diámetro \| \| ---------- \| ------------------------------ \| -------- \| \| A \| 39°54′S 7°00′O / -39.9, -7.0 \| 48 km \| \| B \| 39°30′S 11°12′O / -39.5, -11.2 \| 9 km \| \| D \| 36°42′S 6°30′O / -36.7, -6.5 \| 11 km \| \| E \| 38°54′S 7°42′O / -38.9, -7.7 \| 8 km \| \| F \| 40°30′S 9°54′O / -40.5, -9.9 \| 16 km \| \| H \| 39°12′S 10°54′O / -39.2, -10.9 \| 12 km \| \| K \| 39°00′S 7°24′O / -39.0, -7.4 \| 8 km \| \| L \| 40°00′S 6°36′O / -40.0, -6.6 \| 5 km \| \| M \| 37°54′S 7°06′O / -37.9, -7.1 \| 11 km \| \| N \| 38°42′S 7°00′O / -38.7, -7.0 \| 7 km \| \| P \| 38°00′S 10°42′O / -38.0, -10.7 \| 21 km \| \| S \| 38°42′S 8°00′O / -38.7, -8.0 \| 15 km \| |          |
| Sasserides | Coordenadas | Diámetro |
| A          | 39°54′S 7°00′O / -39.9, -7.0 | 48 km    |
| B          | 39°30′S 11°12′O / -39.5, -11.2 | 9 km     |
| D          | 36°42′S 6°30′O / -36.7, -6.5 | 11 km    |
| E          | 38°54′S 7°42′O / -38.9, -7.7 | 8 km     |
| F          | 40°30′S 9°54′O / -40.5, -9.9 | 16 km    |
| H          | 39°12′S 10°54′O / -39.2, -10.9 | 12 km    |
| K          | 39°00′S 7°24′O / -39.0, -7.4 | 8 km     |
| L          | 40°00′S 6°36′O / -40.0, -6.6 | 5 km     |
| M          | 37°54′S 7°06′O / -37.9, -7.1 | 11 km    |
| N          | 38°42′S 7°00′O / -38.7, -7.0 | 7 km     |
| P          | 38°00′S 10°42′O / -38.0, -10.7 | 21 km    |
| S          | 38°42′S 8°00′O / -38.7, -8.0 | 15 km    |